# 포크너 휘틀시 블루스
포크너 휘틀시 블루스(영어: Fawkner-Whittlesea Blues)는 오스트레일리아 멜버른의 교외 지역인 에핑에 위치한 축구 클럽이었다. 2004년 포크너 블루스(1965년 창단)와 휘틀시 스탤리언스(2000년 창단)가 합병하여 창단하였고, 2005년과 2006년에 빅토리아 프리미어 리그에 참가하였다. 2006 시즌이 끝난 후 팀은 다시 해산하였다. 포크너는 다시 자립하였고, 휘틀시는 불린과 파트너십을 맺고 휘틀시 지브라스 FC로 새로 창단하였다.